# Pierre de Locht
Pierre de Locht, né à Bruxelles le 25 juin 1916 et mort à Etterbeek le 9 mars 2007, était prêtre catholique et docteur en théologie. Il défendit des positions réformistes. 

## Biographie
Pierre de Locht fonda en 1959, pour la Belgique francophone, le Centre national de pastorale familiale (CEFA). Il enseigna à l'Institut des sciences familiales et sexologiques, rattaché à la faculté de médecine de l'Université catholique de Louvain. Homme de dialogue, il réunissait la base chrétienne et le monde de la libre pensée. Il était lui-même très libre dans ses écrits et son enseignement ce qui lui a valu des ennuis avec sa hiérarchie.
« La fine pointe de la foi se situe au dernier ressort au plus intime de la personne croyante mais l'Église en tant qu'institution religieuse, devrait desserrer son étreinte et laisser davantage place à la démarche personnelle sous le souffle de l'Esprit » (extrait de Chrétiens aujourd'hui : un engagement contradictoire ?)